# Taminatal
Das Taminatal oder Vättnertal ist ein Seitental des alpinen Rheintals und wird von der Tamina entwässert. Es liegt im Kanton St. Gallen, ein kleiner Teil im Kanton Graubünden.

## Geografie
Das Taminatal verläuft vom Kunkelspass nach Nordosten bis Bad Ragaz. Bei Vättis vereinigt es sich mit dem Calfeisental, das sich im Westen von der Berggruppe um den Piz Sardona über die Walsersiedlung St. Martin und den Gigerwaldsee bis Vättis erstreckt. Hier mündet der von Kunkels kommende Görbsbach in die Tamina. Im untersten Talabschnitt liegt die Taminaschlucht mit dem Bad Pfäfers.
Im Taminatal liegen mehrere kleine Dörfer, die zur politischen Gemeinde Pfäfers gehören: Es sind die Ortschaften Pfäfers, Vättis, Vadura, Valens und Vasön sowie die Streusiedlung St. Margretenberg mit Furggels. Nordwestlich oberhalb der Ortsgemeinde Vättis liegt auf einer Höhe von 2427 m ü. M. am Drachenberg der Eingang zum Drachenloch.

## Geschichte
Im Drachenloch wurden 1917 Knochen eines Höhlenbären gefunden. Zwischen 1917 und 1923 wurden bei Ausgrabungen zwei Feuerstellen entdeckt und 1920 in einem Durchgang eine verschlossene Steinkiste mit Holzkohle. Die Holzkohle wurde von der Schweizerischen Gesellschaft für Ur- und Frühgeschichte auf ein Alter von mehr als 53'000 Jahre datiert.
Im Taminatal befinden sich mit der Thermalquelle Bad Pfäfers in der Taminaschlucht, dem Grundgebirge Chrüzbachtobel Vättis, der Kraftwerke Sarganserland AG Vadura und dem Drachenlochmuseum Vättis vier Geostätten des Geoparks Sardona. Ausserdem führt der Sardona Welterbe-Weg durch das Tal.

## Fauna und Flora
Im November 2013 wurde im Taminatal das erste Wolfsrudel im Kanton St. Gallen gesichtet; bisher lebten im Kanton nur einzelne Wölfe. Das Rudel umfasste zehn Tiere: die Eltern, sechs Welpen und zwei letztjährige Jungtiere.

## Verkehr
Von Tamins im Churer Rheintal führt eine Strasse über den Kunkelspass ins obere Taminatal. Diese ist mit einem Fahrverbot für den motorisierten Privatverkehr belegt. Im März 2013 begannen im vorderen Taminatal die Bauarbeiten für die rund 400 Meter lange und 200 Meter hohe Bogenbrücke, die Taminabrücke. Am 28. März 2015 erfolgte der Bogenschluss und seit dem 22. Juni 2017 verbindet sie die Dörfer Valens und Pfäfers über die Tamina miteinander. Die ehemalige Verbindungsstrasse von Valens nach Bad Ragaz ist nur noch für Fussgänger und Velofahrer offen. Das Taminatal ist mit mehreren Linien der Postauto erschlossen und in Bad Ragaz an die SBB angebunden.

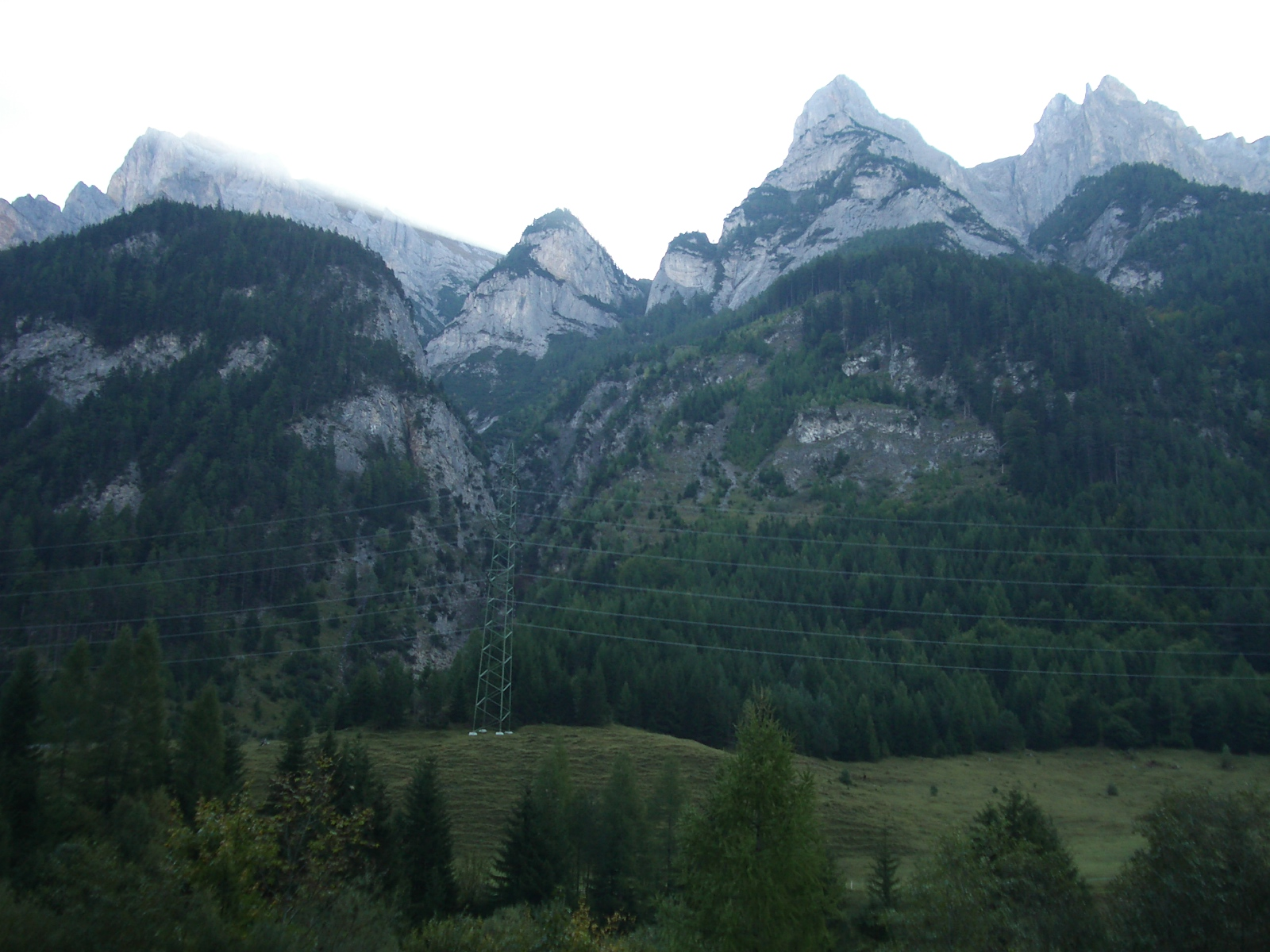
Im Osten der Calanda
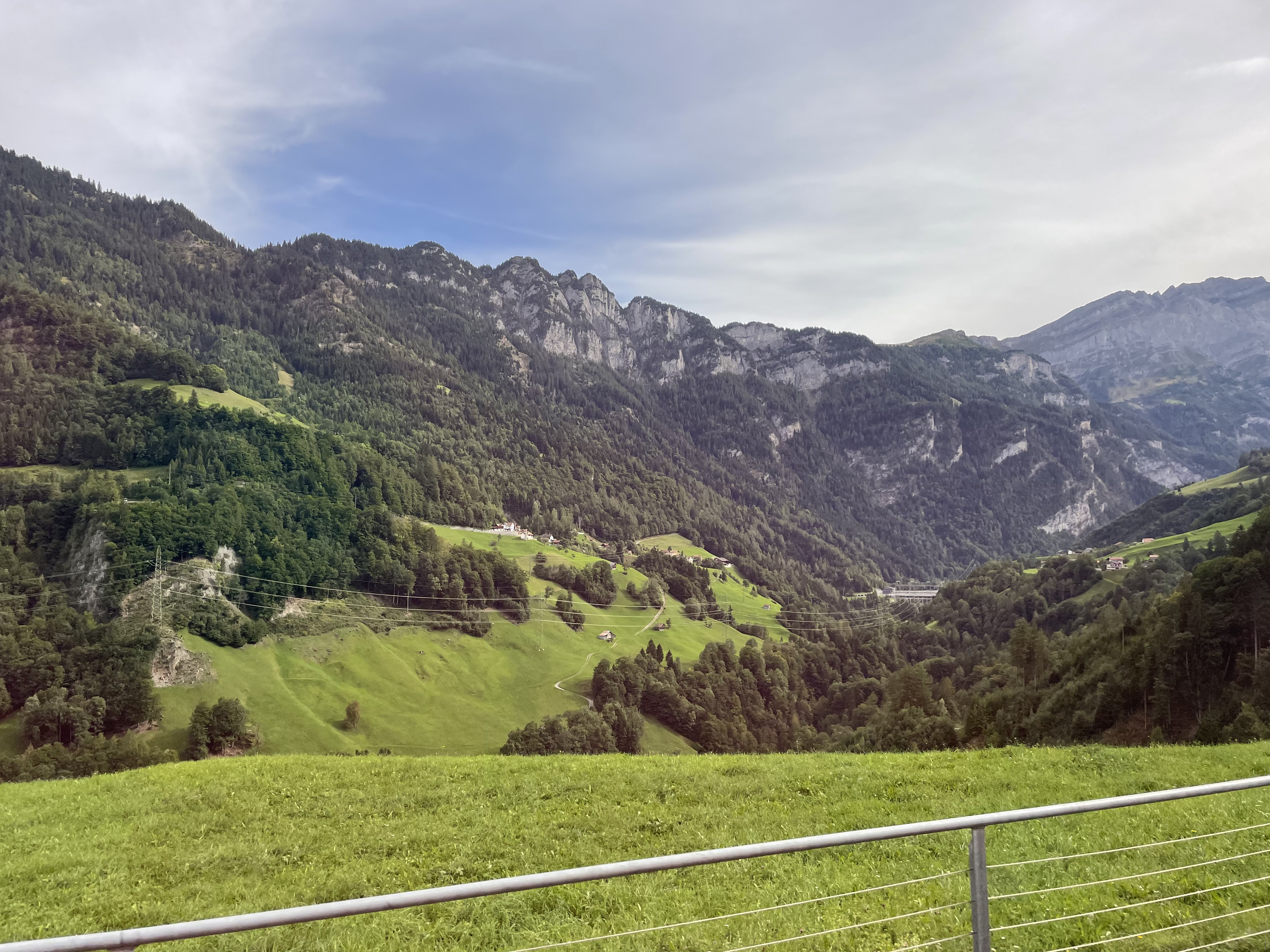
Blick von Valens Richtung Vadura Böden
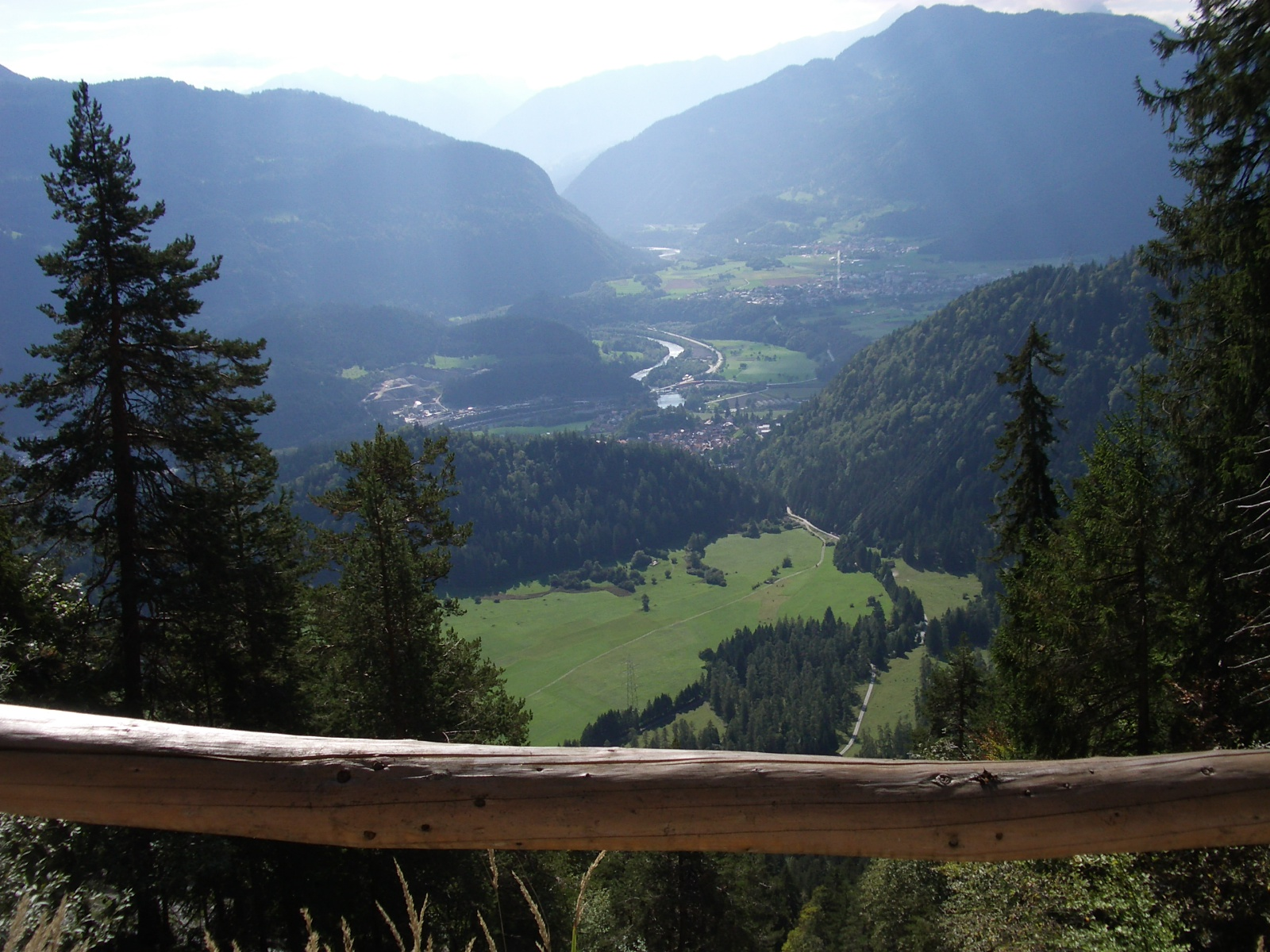
Blick vom Kunkelspass-Strässchen nach Tamins
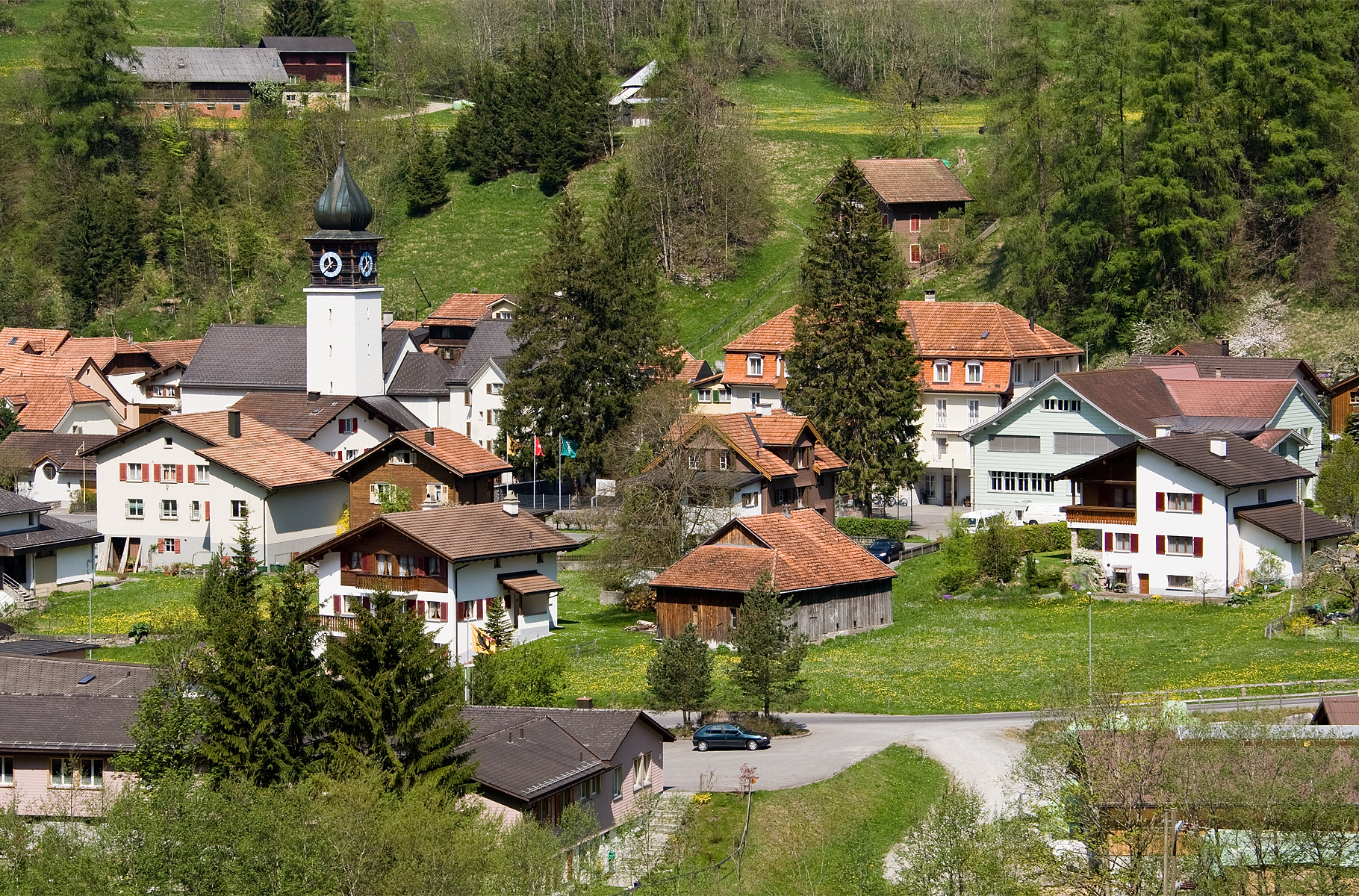
Vättis, Hauptort im mittleren Taminatal
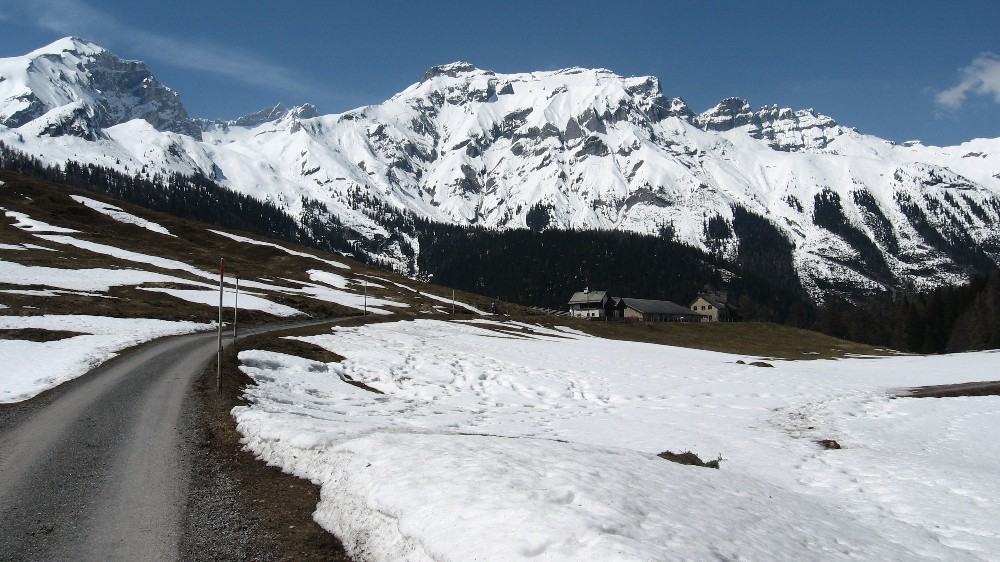
Kunkelspass von Südosten, ganz links der Crap Mats, rechts davon der Ringelspitz
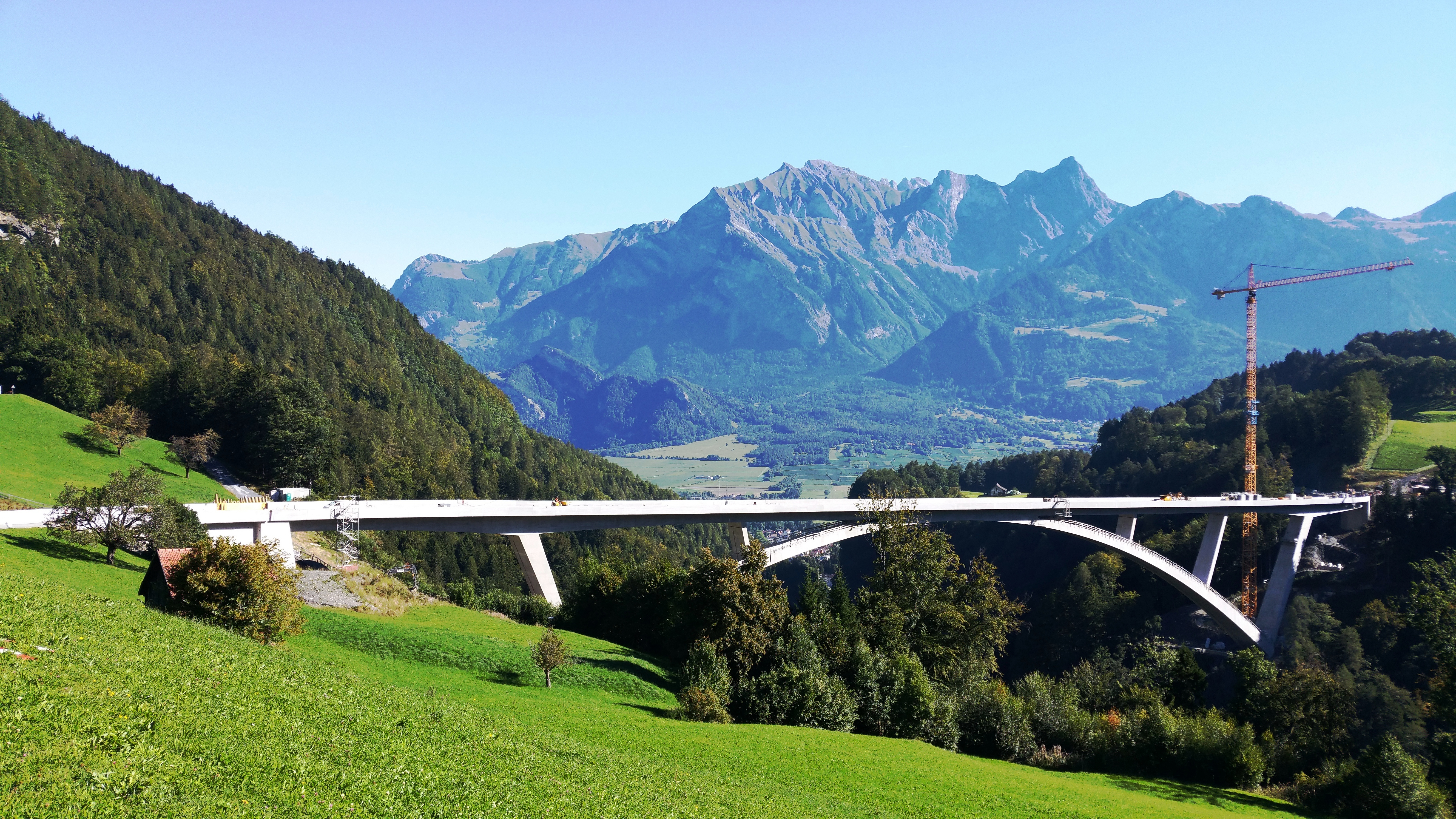
Baustelle Taminabrücke im September 2016